# 하오징팡
하오징팡(중국어: 郝景芳, 1984년 7월 27일 ~ )은 중국의 SF 소설가이다. 톈진시 출신. 중편 소설 〈접는 도시〉로 2016년 휴고상을 수상했다.

## 저작 목록

### 소설집
- 먼 곳에 가다(2016)
- 고독 깊은 곳(2016)

### 장편소설
- 유랑창궁(2016)